# République d'Égypte (1953-1958)
Pour les articles homonymes, voir République d'Égypte.
1953–1958
Entités précédentes :
- Royaume d'Égypte

Entités suivantes :
- République arabe unie
- Soudan

La république d'Égypte est le nom du régime politique qui gouverna l'Égypte de 1953 à 1958. La république fut proclamée en 1953 par le mouvement des officiers libres à la suite de la révolution égyptienne de 1952. Les principales causes de l'affaiblissement du royaume d'Égypte sont l'occupation du pays par les britanniques et la défaite de la guerre israélo-arabe.

## Histoire

### Révolution égyptienne de 1952

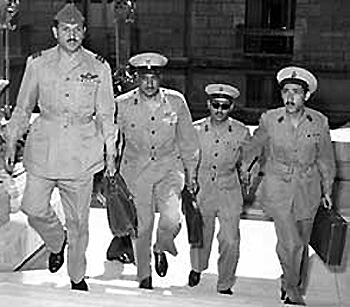
Les responsables du Mouvement des officiers libres en 1952 : Abdel Latif Boghdadi (à gauche), Gamal Abdel Nasser, (centre gauche), Salah Salem (centre droit), Abdel Hakim Amer (à droite).

Lors de la révolution égyptienne de 1952, les officiers libres instaurèrent  un Conseil de commandement militaire dans le but d'abolir la monarchie. Le 23 juillet 1952, les officiers libres renversent Farouk Ier qui abdique le 26 en faveur de son jeune fils Fouad II âgé de seulement 6 mois. Mohammed Naguib, un de leurs membres exerce l'essentiel du pouvoir en tant que premier ministre. Le 18 juin 1953, la monarchie est abolie. Le premier ministre Mohammed Naguib devient le premier président de la république. En 1954, il démissionne au profit de Gamal Abdel Nasser car il fut accusé par celui-ci d'être trop proche des Frères musulmans.

### Guerre de Suez
Le canal de Suez, qui forme un raccourci entre la mer Rouge et la mer Méditerranée, est ouvert en 1869. Il a été financé par la France et le gouvernement égyptien. Le Royaume-Uni racheta ensuite la part de l'Égypte dans le canal. À l'indépendance de l'Inde, le poids stratégique du canal change : il n'est plus le point de passage capital entre le Royaume-Uni et son Empire. En revanche, le canal devient un point de passage stratégique pour le pétrole. Le 26 juillet 1956, Gamal Abdel Nasser nationalise le canal de Suez. Face à cela, Israël, le Royaume-Uni et la France bombardent le canal de Suez. L'invasion débute le 29 octobre 1956 lorsque Israël envahit la bande de Gaza et le Sinaï comme convenu lors des Protocoles de Sèvres tandis que le lendemain la France et le Royaume-Uni lancent un ultimatum aux deux belligérants pour qu'ils se retirent de la zone du canal. C'est un prétexte aux forces européennes pour reprendre le contrôle du canal et pour renverser le régime en place. Dès le refus de l'Égypte de démilitariser le canal de Suez, les forces européennes commencent leurs bombardements. En une journée, plus de 260 avions égyptiens sont détruits au sol. Les bombardements continuent jusqu'au 5 novembre lorsque les forces occidentales débarquent au sud de Port-Saïd. Le même jour, la zone est sécurisée, ce qui établit un point afin d'assurer l'arrivée des renforts aériens. Le lendemain, l'armée britannique appuyée par la marine française investit les plages de Port-Saïd en causant d'énormes dommages aux batteries de défenses égyptiennes. Alors que les combats continuent dans la ville, le 45e commando progresse mais les combats urbains menés lors de cette opération voient les forces alliées freinées par des tireurs embusqués égyptiens. Finalement après plusieurs jours de combats, les habitants égyptiens équipés d'armes automatiques et l'armée égyptienne sont battus et les Français et Anglais prennent le contrôle du canal. Les forces françaises, anglaises et israéliennes lancent à partir de là une offensive vers la capitale égyptienne dans le but de renverser le régime en place. 
Bien que le conflit se termine par une victoire militaire occidentale, grâce aux menaces soviétiques, un cessez-le-feu est imposé.

### Disparition et création de la République arabe unie
Le 1er février 1958, l'Égypte et la Syrie s'unissent pour former la République arabe unie. Gamal Abdel Nasser était le président du pays nouvellement formé.